# Everything is
Everything is is de eerste single en EP van de Amerikaanse indierockgroep Neutral Milk Hotel, opgenomen in 1993 en uitgebracht in verschillende versies van 1993 tot 2011.

## Versies
Er bestaan maar liefst negen versies van de single en EP:
| Titel                                | Formaat              | Label                      | Land                | Jaar |
| ------------------------------------ | -------------------- | -------------------------- | ------------------- | ---- |
| Everything is / Snow song (part one) | 7", single           | Cher Doll Records          | VS                  | 1993 |
| Everything is                        | 7", single           | Cher Doll Records          | VS                  | 1993 |
| Everything is                        | 7", single           | Fire Records               | Verenigd Koninkrijk | 1995 |
| Everything is                        | cd, EP               | Fire Records               | Verenigd Koninkrijk | 1995 |
| Everything is                        | cd, EP               | Orange Twin Records        | VS                  | 2001 |
| Everything is                        | cd, EP               | Orange Twin Records        | VS                  | 2001 |
| Everything is                        | 7", single (misdruk) | Fire Records               | Verenigd Koninkrijk | 2011 |
| Everything is                        | 7", single           | Fire Records               | Verenigd Koninkrijk | 2011 |
| Everything is                        | 10", compilatie      | Neutral Milk Hotel Records | VS                  | 2011 |

## Nummers
Dit zijn de nummers van de compilatie van Neutral Milk Hotel Records uit 2011.

Alle muziek en teksten zijn geschreven door Jeff Mangum. 
| Nr. | Titel                            | Duur |
| --- | -------------------------------- | ---- |
| 1.  | Everything is                    | 3:33 |
| 2.  | Here we are (for W. Cullen Hart) | 2:33 |
| 3.  | Unborn                           | 3:43 |

| 4.                 | Tuesday moon          | 2:16 |
| 5.                 | Ruby bulbs            | 1:39 |
| 6.                 | Snow song             | 3:42 |
| 7.                 | Aunt Eggma blow torch | 5:00 |
| Totale duur: 22:28 |                       |      |

## Bezetting
- Jeff Mangum – gitaar, drumstel, stem, accordeon, tapes, labelcollage, ontwerp
- Shannon Willis – stem (Ruby bulbs)
- Bill Doss – drumstel (Ruby bulbs)
- Yvonne Grzenkowicz – droomtape (Tuesday moon)
- Colby Katz – stem
- W. Cullen Hart – hoes
- Mark Ohe – ontwerp